# Blüte und Insekt
Blüte und Insekt ist ein Dokumentarfilm des DEFA-Studios für populärwissenschaftliche Filme von Siegfried Bergmann aus dem Jahr 1965.

## Handlung
Viele Menschen denken, dass Blumen nur zum Verschenken da sind, jedoch haben Bienen, Hummeln und andere Insekten noch ältere Ansprüche, denn diese leben von ihnen. Doch es ist nicht nur der Nektar, den sie mögen, sondern in mühevoller Kleinarbeit trotzen sie den Blumen den eiweißreichen Blütenstaub ab, den sie als Kraftfutter für den Nachwuchs benötigen. Aber nicht nur die Insekten profitieren von den Blüten, sondern auch umgekehrt, denn die Insekten sorgen durch das ständige Wechseln zwischen den Blüten für die Bestäubung derselben. Der Film zeigt in vielen Aufnahmen den Ablauf dieser Vorgänge bei verschiedenen Insekten und Pflanzen. 
Vor vielen Millionen Jahren wurde der Blütenstaub nur durch den Wind übertragen, wie das heute noch bei den Kiefern geschieht. Die Insekten fraßen nur wahllos, wie es ihr Trieb verlangte. Normalerweise wären diese Pflanzen ausgestorben, wenn nicht durch Zufall einige Teile des Blütenstaubes an den Fresswerkzeugen hängengeblieben und somit ungewollt auf andere Blüten übertragen worden wären. Aber schon zu dieser Zeit wurde durch die Pflanzen Nektar ausgeschieden, dessen Entstehungsprozess die Kamera festhält. Dieser Nektar wurde von den Insekten mit leckenden, saugenden Mundwerkzeugen als Nahrungsquelle entdeckt, und wenn die sich in der Nähe des Blütenstaubes befand, wurden die Insekten automatisch zu dessen Übertrager. Bei verschiedenen Pflanzen haben sich bestimmte Teile in der Blüte zu Nektar ausscheidenden Organen umgebildet, die Nektarien genannt werden. Das sind die Ergebnisse mehrerer Millionen Jahre der optimalen Anpassung an die sich verändernden Bedingungen der Natur. Heute greift der Mensch immer öfter durch bewusste Züchtungen bei den Pflanzen und Insekten ein, so dass eine hohe Bestäubungsrate erzielt werden kann. Nur der Mensch ist in der Lage, die Natur nach seinem Plan zu verändern.  

## Produktion und Veröffentlichung
Die Erstaufführung des auf ORWO-Color gedrehten Farbfilms fand am 13. Januar 1965 statt. Die erste bekannte Ausstrahlung im Deutschen Fernsehfunk erfolgte am 1. Januar 1969.

## Auszeichnungen
- 1966: Ehrende Anerkennung bei der Internationalen Leipziger Dokumentar- und Kurzfilmwoche